# 324. strelska divizija (ZSSR)
324. strelska divizija (izvirno rusko 324. стрелковая дивизия; kratica 324. SD) je bila strelska divizija Rdeče armade v času druge svetovne vojne.